# Hesekielstraße 1 (Magdeburg)

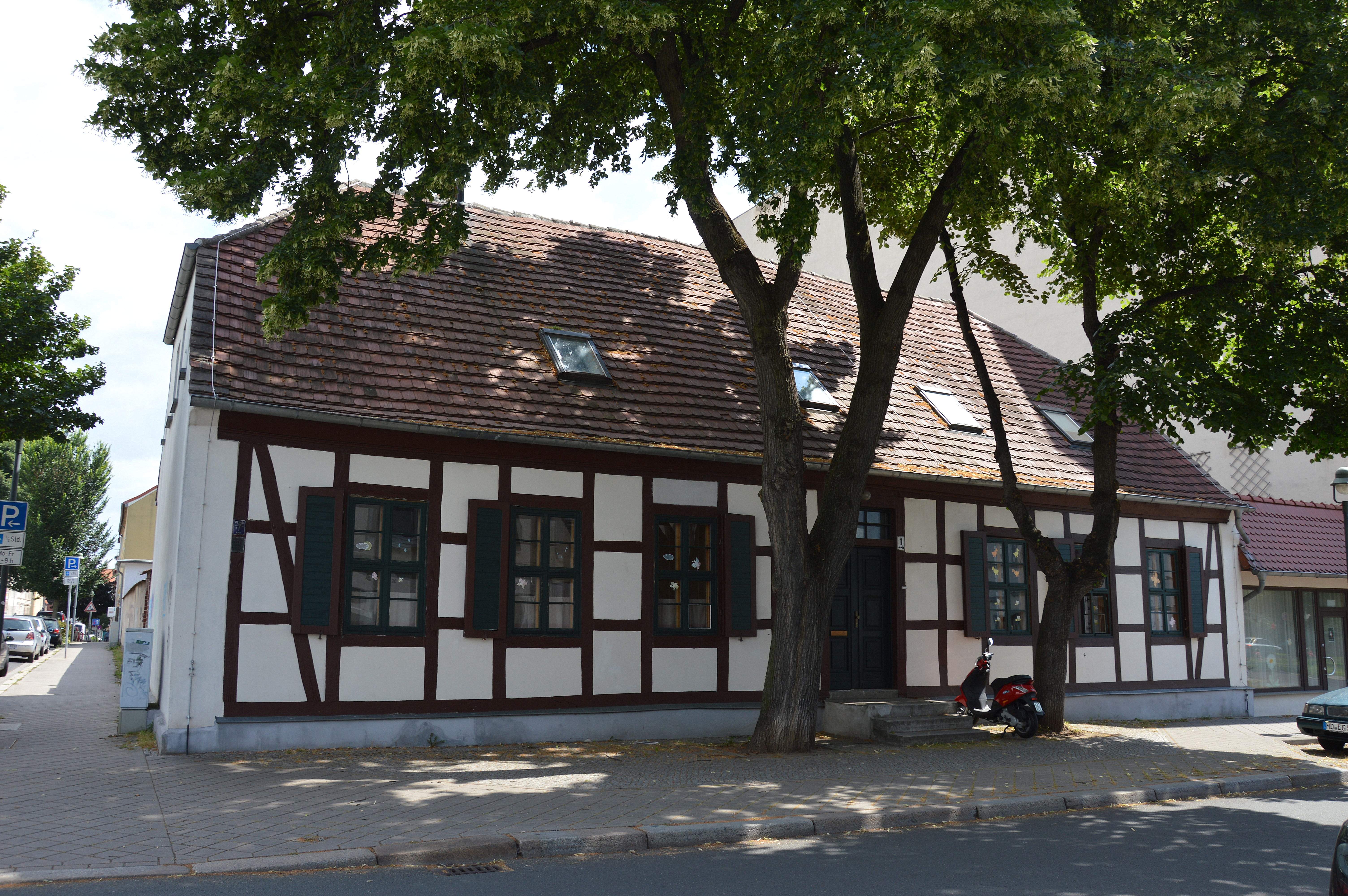
Haus Hesekielstraße 1

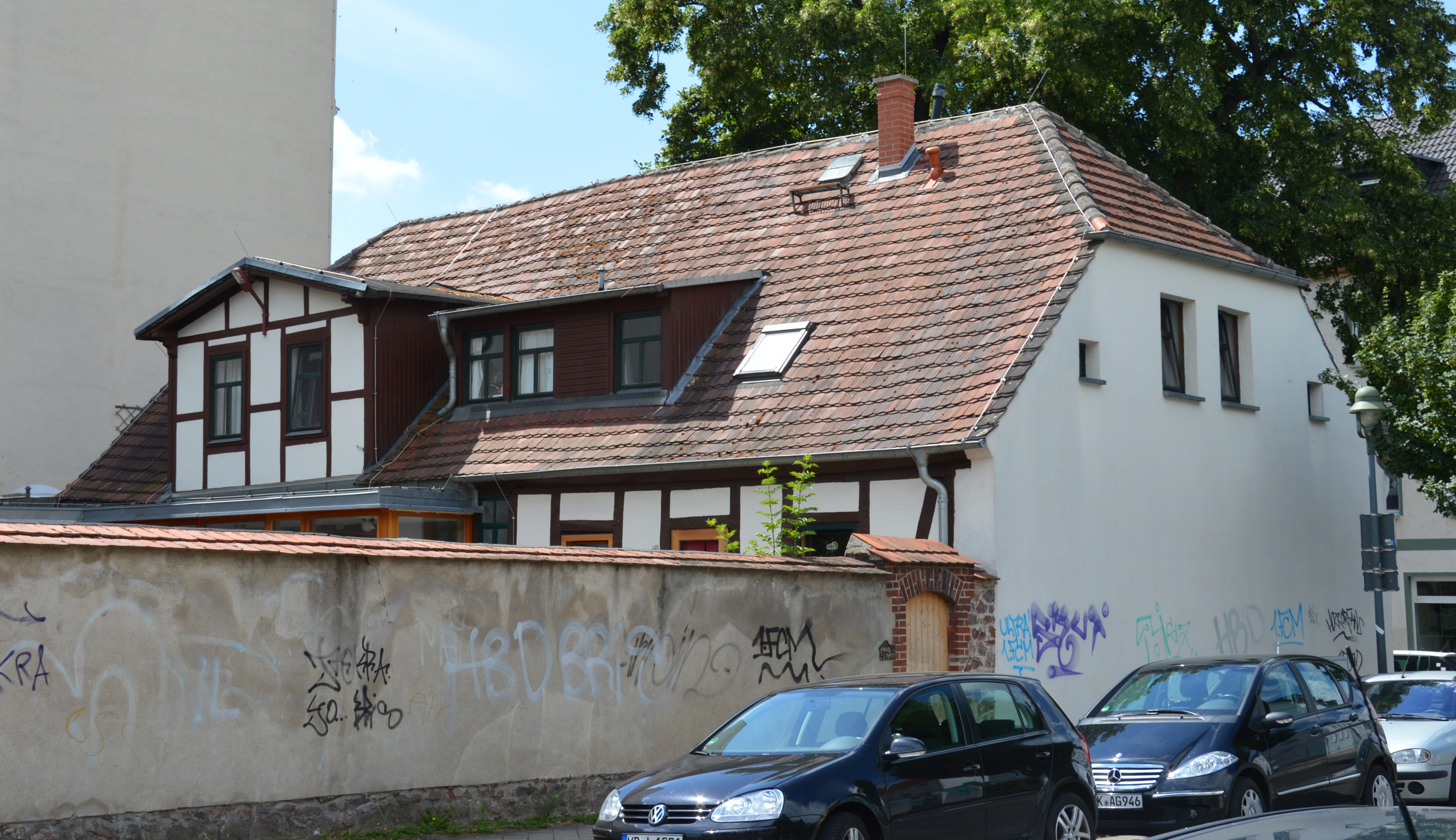
Rückseite

Das Haus Hesekielstraße 1 ist ein denkmalgeschütztes Gebäude im Magdeburger Stadtteil Sudenburg in Sachsen-Anhalt.

## Lage
Es befindet sich auf der Ostseite der Hesekielstraße in einer Ecklage zur Sankt-Michael-Straße im Ortszentrum von Sudenburg.

## Architektur und Geschichte
Das eingeschossige Fachwerkhaus wurde in der Zeit von 1817 bis 1819 errichtet und ist das älteste Gebäude Sudenburgs. Bedeckt ist es mit einem Krüppelwalmdach. Zunächst wurde es als Schule und Wohnung des Küsters der etwas weiter südöstlich gelegenen Sankt-Ambrosius-Kirche genutzt.
Die Gestaltung des siebenachsigen Gebäudes erfolgte noch im Stil des Spätbarock. Das Fachwerk ist aus Eichenholz gefügt, die Gefache außen mit Ziegelmauerwerk, im Inneren mit Lehmstaken verfüllt. Die Giebel wurden später in massiver Bauweise erstellt. Links und rechts des mittig gelegenen Eingangs befinden sich jeweils drei Fenster. Diese Einteilung der Fassade ist aus der Bauzeit des Gebäudes erhalten. Die Eingangstür ist doppelflügelig ausgeführt. 1892/93 wurde ein Dacherker eingebaut. Auf der Rückseite des Hauses wurden 1896 langgestreckte, niedrige Nebengebäude angefügt. Noch in den 1980er Jahren befand sich vor dem Eingang eine doppelläufig nach links und rechts gehende vierstufige Treppe, die heute jedoch durch einfache Treppenstufen ersetzt ist.
Das Wohnhaus gilt als Relikt der ursprünglichen Bebauung Sudenburgs und wird als stadtgeschichtlich und städtebaulich bedeutsam eingeschätzt.
Im örtlichen Denkmalverzeichnis ist das Wohnhaus unter der Erfassungsnummer 094 82061 als Baudenkmal verzeichnet.